# Plastic Punch

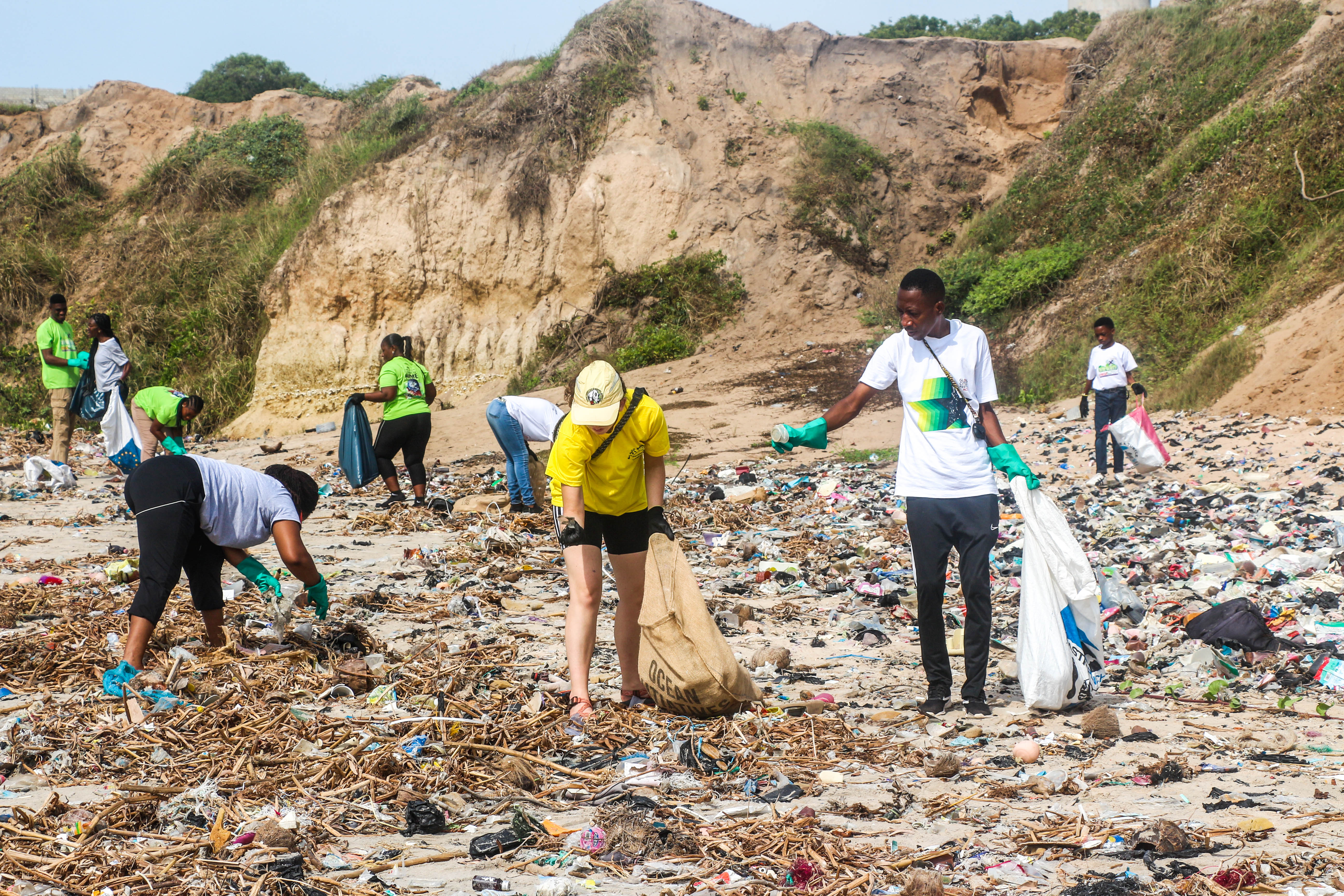
Von Plastic Punch organisierte Strandsäuberung in Ghana (2024)

Plastic Punch ist eine Non-Profit-Organisation in Ghana. Ihr Ziel ist es, Bewusstsein für die Gefahren von Plastikmüll in den Ozeanen zu schaffen. Sie will innovative und nachhaltige Lösungen für die Abfallwirtschaft in Ghana schaffen und gleichzeitig die Lebensbedingungen der Menschen verbessern.
Plastic Punch wurde im Januar 2018 in Accra in Ghana gegründet. Es besteht aus einem internationalen Team engagierter Fachleute und Freiwilliger. So führen sie Strandsäuberungen durch, sammeln und sortieren Plastikmüll und führen es dem Recycling zu. Auch machen sie die Menschen auf Mikroplastik, korrekte Mülltrennung und Plastikvermeidung aufmerksam.
Hintergrund ist, dass in Ghana die Strände voll von angeschwemmten Plastikmüll sind und massenhaft Mikroplastik in den gefangenen Fischen und Meeresfrüchten zu finden ist. Auch wird lediglich 2 Prozent des Plastikmülls im Land recycelt.
Plastic Punch führt Projekte in Ghana durch, mit dem Ziel, ihre Tätigkeiten auf andere Länder zu übertragen, sobald das Geschäftsmodell voll funktionsfähig ist.
Unterstützende Partner sind unter anderem Frankreich, die Europäische Union und das Entwicklungsprogramm der Vereinten Nationen.